# Psałterz paryski

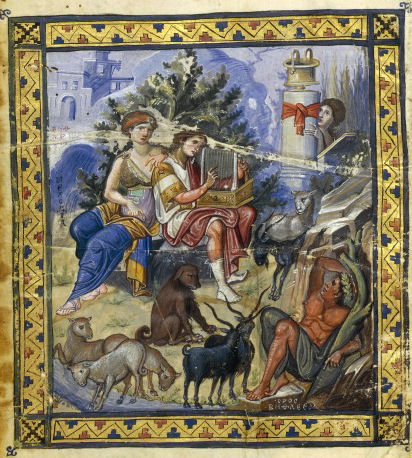
Psałterz paryski, Dawid grający na harfie

Psałterz paryski (oznaczony przez siglum 1133) – bizantyjski ilustrowany manuskrypt zawierający psałterz w przekładzie Septuaginty, pochodzący z połowy X wieku n.e. Jest przechowywany w Paryżu, co też nadało mu jego nazwę. Na liście rękopisów Septuaginty według klasyfikacji Alfreda Rahlfsa oznaczony numerem 1133.

## Opis
Manuskrypt zawiera 449 kart i 14 całostronicowych miniatur wykonanych „w wielkim stylu, niemal klasycznym”, jak określa je Encyclopaedia Britannica. Karty kodeksu mają wymiary 36 na 26 cm. Wspólnie z „Homiliami Grzegorza z Nazjanzu” wykonanymi około 880 roku dla Bazylego I., Psałterz paryski uważa się za wybitny pomnik tzw. renesansu macedońskiego w sztuce bizantyńskiej X wieku.
Najbardziej znana miniatura pochodząca z tego psałterza przedstawia Dawida grającego na harfie obok siedzącej postaci kobiecej, personifikacji Melodii. Wokół tej centralnej grupy znajduje się postać nimfy Echo, różne zwierzęta zauroczone muzyką, postać mężczyzny oraz zarys budowli symbolizujących miasto Betlejem. Cały ten układ jest prawdopodobnie wzorowany na grecko-rzymskim malarstwie ściennym przedstawiającym Orfeusza oczarowującego świat swoją muzyką.
Ta i inne miniatury mają tak wyraźną hellenistyczną formę wykonania w przeciwieństwie do znanych zabytków średniowiecznej sztuki bizantyjskiej, a w szczególności ilustracji, że większość XIX-wiecznych autorytetów datowała rękopis na czasy Justyniana. Jednak bizantynolodzy, Hugo Buchthal i Kurt Weitzmann, wykazali niezbicie, że kodeks powstał w X wieku.
Manuskrypt przechowywany jest w Paryżu, we Francuskiej Bibliotece Narodowej (MS. Gr. 139).

## Galeria

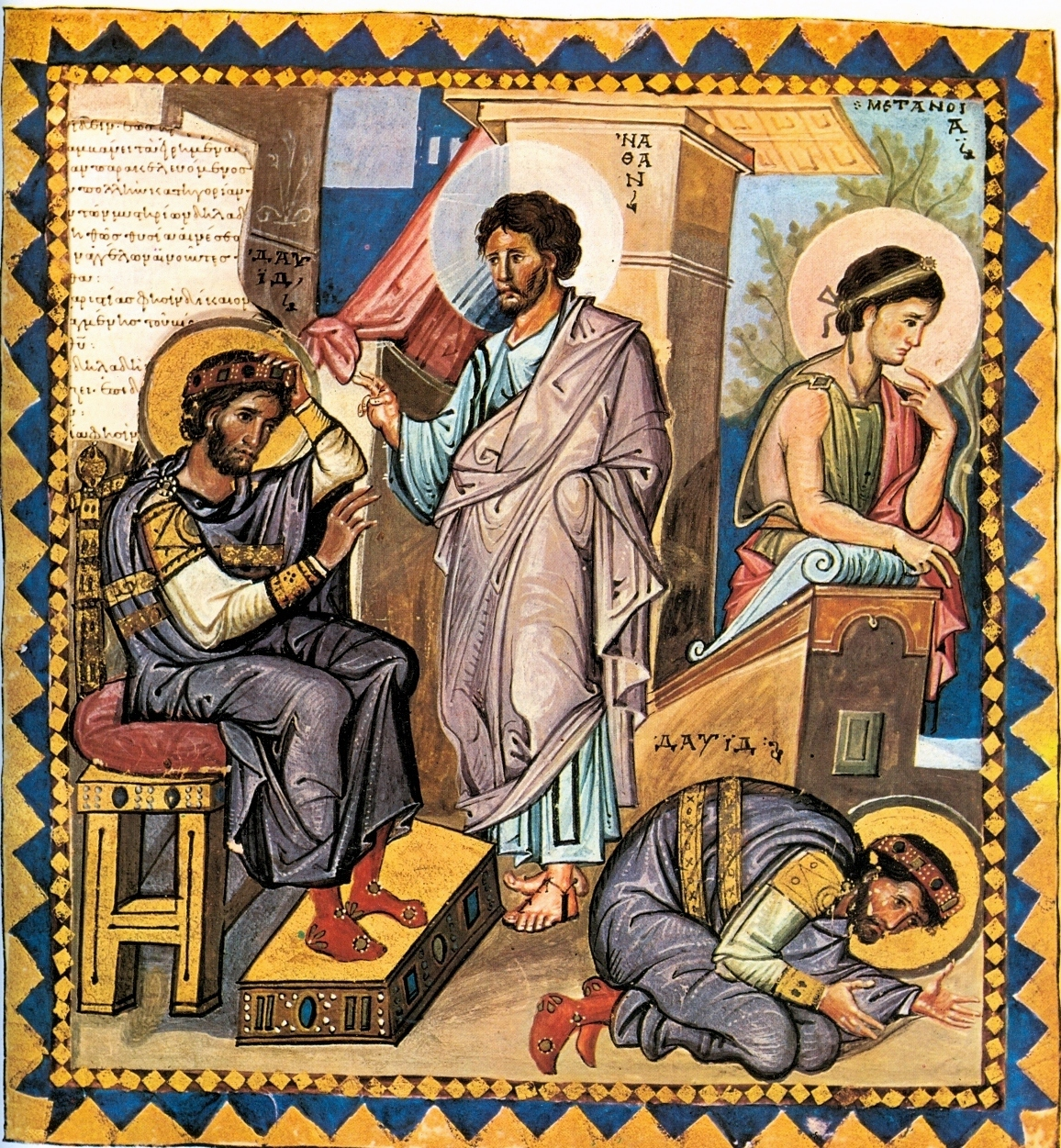
Zarzuty proroka Natana wobec Dawida, Dawid pełen skruchy
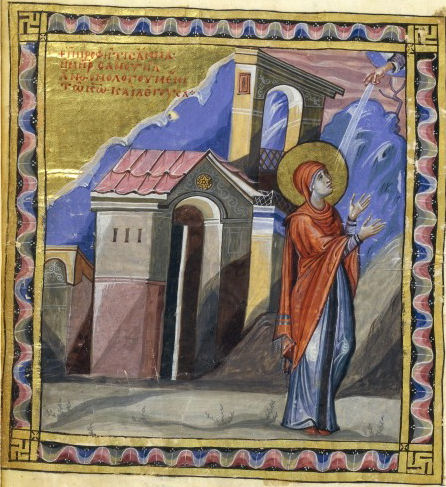
Modląca się Anna
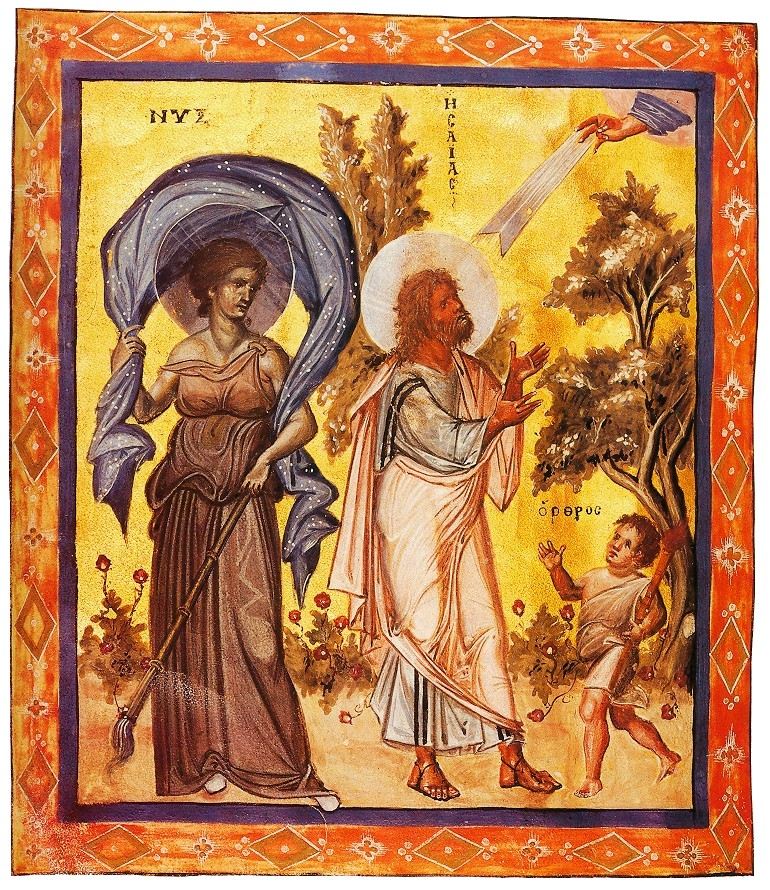
Prorok Izajasz
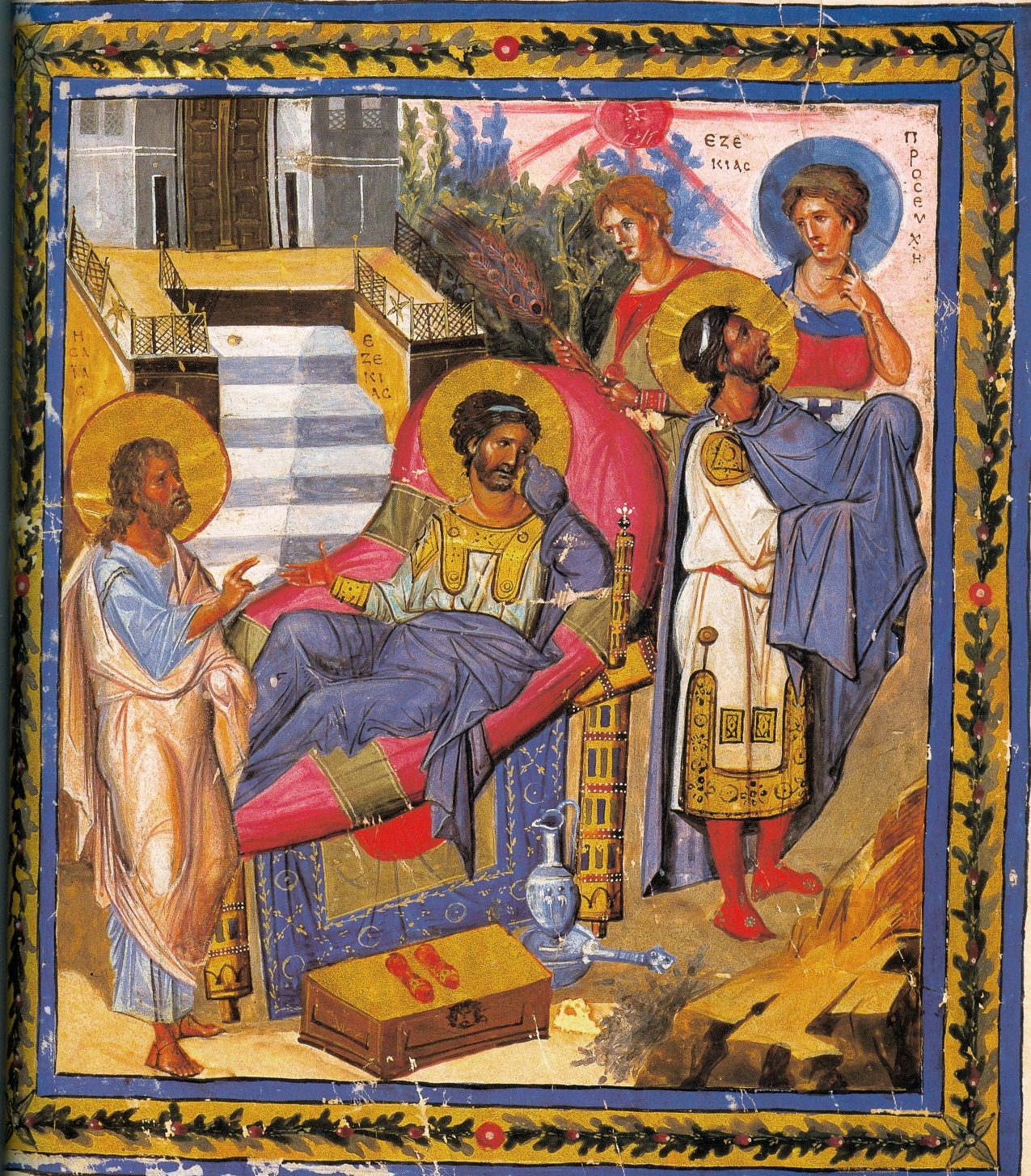
Izajasz i Ezechiasz, przepowiednia uzdrowienia Ezechiasza
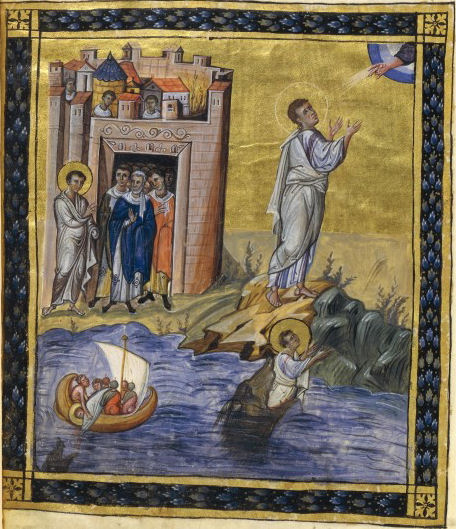
Jonasz wyrzucony do morza przez wielką rybę, Jonasz z polecenia Boga głosi mieszkańcom Niniwy